# Langøya

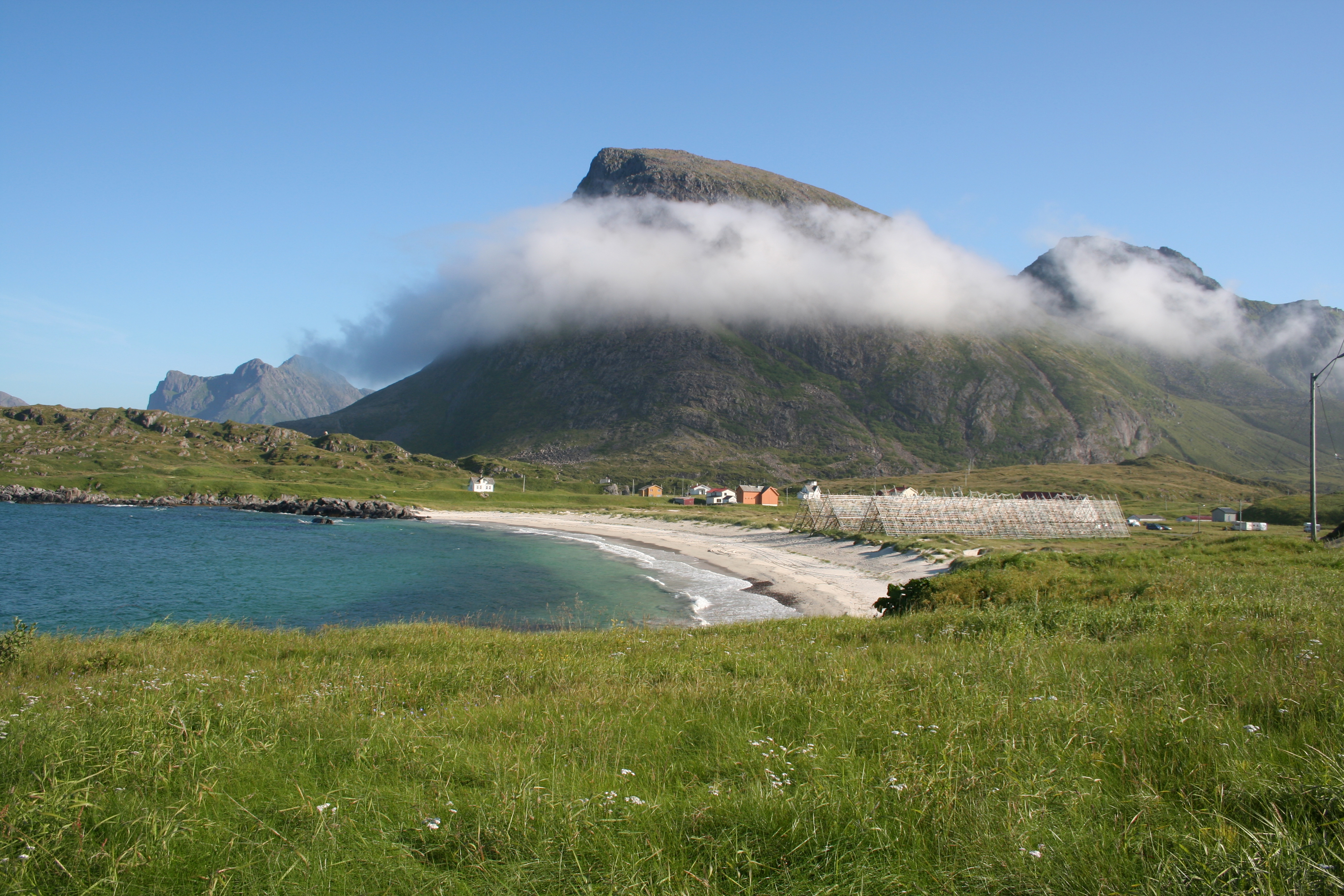
Hovden på nordvästra Langøya.

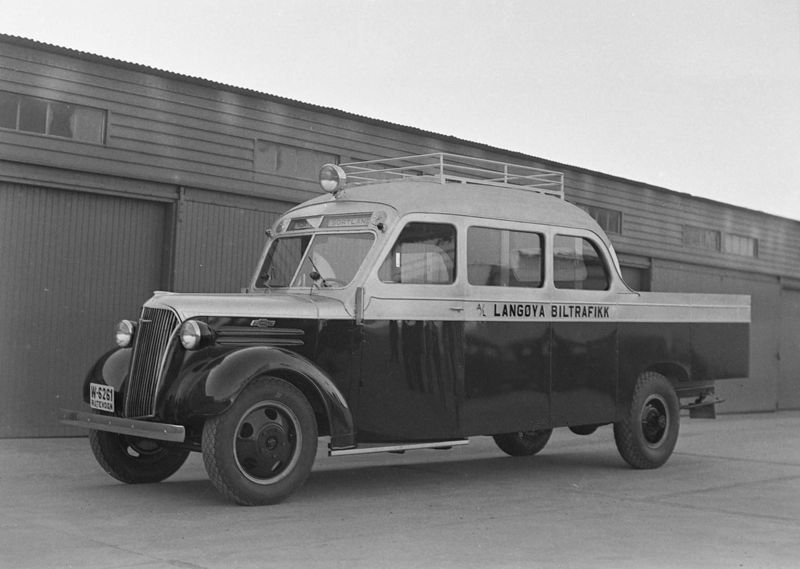
Godsbuss på Chevrolet-chassi inom Langøya Biltrafikk.

Langøya är en ö i Nordland fylke i norra Norge. Den är Norges (förutom Svalbard) tredje största ö med en yta på 850,2 kvadratkilometer.
Administrativt delas ön av kommunerna Bø, Øksnes, Sortland och Hadsel. Längs öns sydöstra sida löper Europaväg 10, genom vilken ön är förbunden med Hinnøya och vidare till fastlandet via Sortlandsbron. E10 fortsätter söderut till Stokmarknes på ön Hadseløya.
Högsta punkt på ön är Snykolla, 763 m ö.h.
Största tätorter är Sortland, i öster, (med Hurtigrut-anlöp) och Myre, i nordväst.